# Табельский, Сергей Владимирович
Сергей Владимирович Табельский – прокурор Краснодарского края. Государственный советник юстиции 2-го класса. Почётный работник прокуратуры Российской Федерации, Заслуженный работник прокуратуры Российской Федерации.

## Биография
Сергей Владимирович Табельский родился 23 января 1967 году в Оренбургской области.
В 1993 году окончил Свердловский юридический институт.
С 1992 года по 2009 год работал в прокуратуре Оренбургской области: стажером, помощником, старшим помощником, заместителем прокурора г. Новотроицка, прокурором Светлинского района, г. Новотроицка, заместителем прокурора Оренбургской области.
С 2009 года по 2013 год был прокурором Республики Калмыкия. На этом посту его сменил прокурор Алексей Самсонов.
С 2013 года  по 2017 год – прокурор Калининградской области.
С марта 2017 года служит прокурором Краснодарского края.
Проживает в городе Краснодаре.

## Семья
Женат, отец троих детей.

## Награды
- заслуженный работник прокуратуры Российской Федерации,
- орден Почета (2021)[3],
- медаль ордена "За заслуги перед Отечеством" II степени,
- почетная грамота Государственной Думы Федерального Собрания Российской Федерации,
- нагрудный знак «Почетный работник прокуратуры Российской Федерации»,
- медаль Руденко.

## Звания
Государственный советник юстиции 2-го класса

## Отзывы
Немало вопросов местных депутатов вызывал экстренный перевод Табельского в Калмыкию, в Калининградской области Табельский характеризовался исключительно с лучшей стороны, в том числе и местными депутатами, он запомнился человеком веселым, коммуникабельным. 

Сергея Табельского характеризуют также как человека, «который может наладить конструктивную работу с главой региона, не подпадает под его влияние и принимает взвешенные кардинальные решения на основе веских доказательств».— «Кубани предложили нового кандидата в прокуроры», Коммерсантъ (Краснодар) №29 от 16.02.2017.
Для себя прокурор Кубани Сергей Табельский главным назвал борьбу с «коррумпированными спецсубъектами», а также выделил три основных направления - проблемы со свалками, очистными сооружениями и большое количество дольщиков, которые не могут получить свое жилье.

## Цитаты
Табельский, памятуя про «нехорошую квартиру» прежнего прокурора Калининградской области Зиныка, говорил следующее:

Могут завтра сказать: «Давай, до свиданья!», вполне. Это уже зависит от руководства, куда направят. А, может быть, останусь и здесь навсегда. Может быть, и понравится. Но квартиру придётся сдать в любом случае.— Прокурор Калининградской области Сергей Табельский